# Saint-Julien-de-Vouvantes

Saint-Julien-de-Vouvantes este o comună în departamentul Loire-Atlantique, Franța. În 2009 avea o populație de 925 de locuitori.